# Suicidio en Mérida (Venezuela)

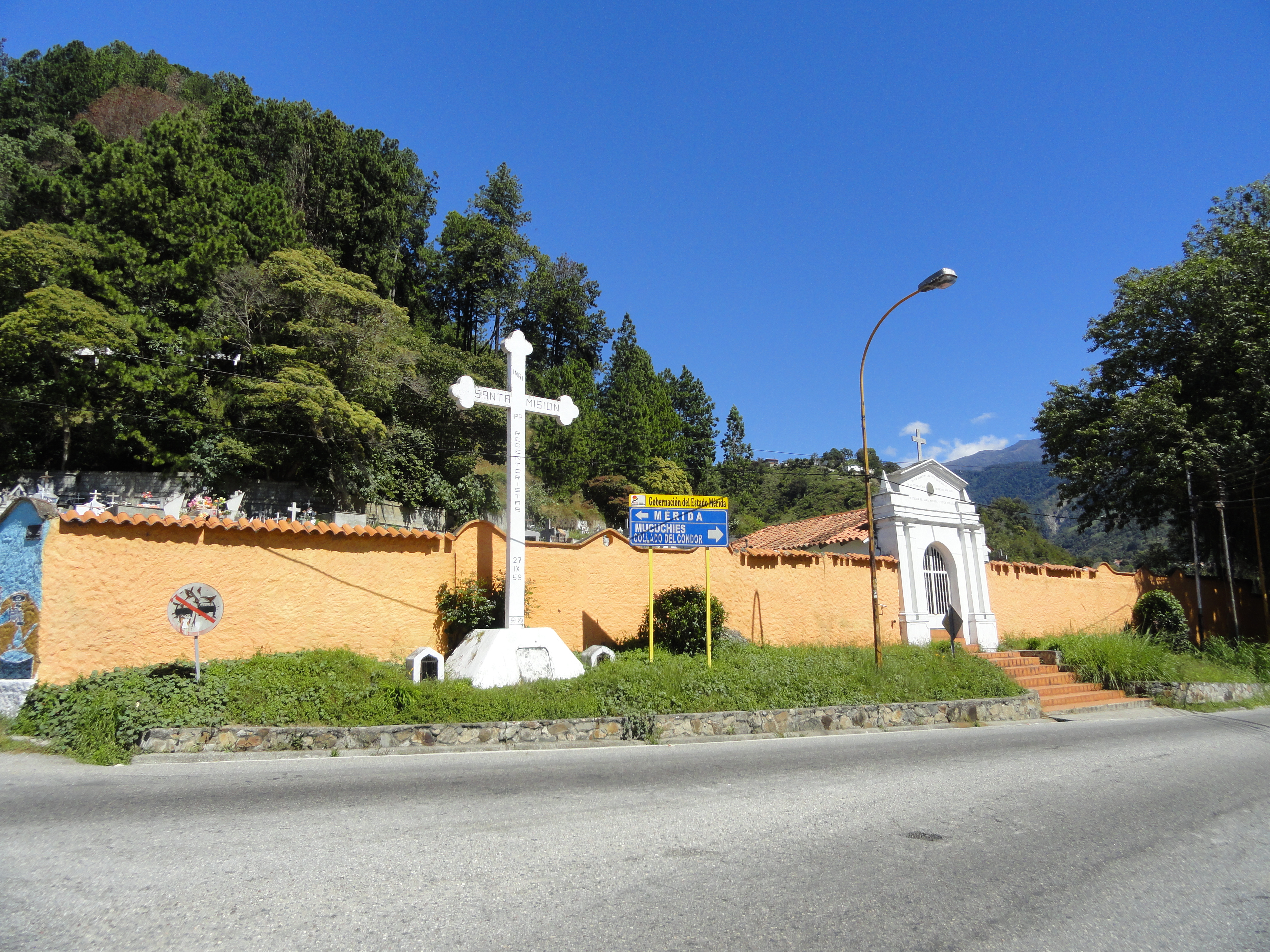
Cementerio de Tabay, Mérida.

El suicidio en Mérida es un fenómeno apreciado desde la década de 1990, cuando Mérida empezó a ser el estado con mayor índice de suicidios de toda Venezuela. Se ha acentuado con la hiperinflación y la crisis económica, política y social que atraviesa el país. donde Los Andes han sido más afectados con escasez de gasolina y cortes de luz. Es un fenómeno difícil de estudiar actualmente debido a la falta de publicación de estadísticas oficiales.

## Causas
No hay estudios que expliquen el porqué de la alta incidencia en esa apacible región montañosa que alberga 860 000 personas de los 30 millones que habitan Venezuela. El Observatorio Venezolano de Violencia (OVV) argumenta que el suicidio en la entidad andina tiene «características endémicas», aunque la pobreza y desigualdad son factores estructurales que afectan en toda Venezuela.

## Historia
Por varios años, Mérida ha acumulado las cifras más altas de suicidios en Venezuela. Entre 1995 y 2012 fue el estado con mayor índice de suicidios a nivel nacional, y en 2012 y 2013 tuvo la tasa de suicidio más alta del país.
Según registros de organizaciones no gubernamentales como el OVV, entre 2001 y 2018 hubo 1237 suicidios en Mérida, mientras que en 2021 se registraron 45 en esta entidad del país, siendo el estado con mayor cantidad de muertes registradas por esta causa.  En 2017, registró la tasa de suicidio más alta en sus últimas tres décadas: 19 suicidios por cada 100 000 habitantes.
La última información oficial del Ministerio de Salud data de 2016, año en que se contabilizó 843 suicidios, 97 en el estado Mérida.[cita requerida] Según este informe, el 1,8% de las muertes en Mérida se produjeron por «lesiones autoinfligidas intencionalmente», y la mayoría de los suicidios fueron cometidos por hombres entre 15 y 44 años (47,4%).[cita requerida]
En 2021, el estado Mérida registró 45 muertes por suicidio. Esto representó un incremento de 150%, con respecto al año anterior (18). Aunque se calcula que la cifra puede ser mayor, debido a los casos no registrados.
En 2022, el Observatorio de Derechos Humanos de la Universidad de Los Andes elaboró un reporte titulado Tasas de mortalidad por suicidio en la región andina, con especial atención al estado Mérida. A través de un monitoreo de noticias publicadas en medios de comunicación locales y regionales, así como de reportes difundidos por cuerpos de seguridad del estado, el equipo de investigación del ODH-ULA documentó 27 suicidios ocurridos en 10 municipios del estado Mérida: Libertador, Alberto Adriani, Sucre, Pueblo Llano, Rangel, Tovar, Miranda, Caracciolo Parra Olmedo, Padre Noguera y Rivas Dávila.
Hasta el 27 de julio de 2023, se contabilizan 224 muertes autoinfligidas reseñadas por los medios de comunicación o divulgadas por informantes claves en todo el país. Los casos registrados en la entidad andina representan 14% de los suicidios en Venezuela, sin embargo, debido a la falta de acceso a la información pública, el número de casos podría ser mayor al registrado por el observatorio.

## Reacciones

### Respuesta gubermanental
En el 2022 se inició la campaña aquí Aquí Estamos en alianza con la Universidad de Los Andes (ULA) y más de 40 oenegés, se han capacitado a más de 350 voluntarios, entre funcionarios públicos y docentes con un protocolo de prevención y atención diseñado por profesionales de la psicología. La campaña, además de educar a la población, cuenta con una red de aliados psicólogos y psiquiatras quienes brindan apoyo a todas aquellas personas que requieran asistencia personalizada. 
En 2023 los casos aumentaron considerablemente, y la gobernación optó por desplegar policías y bomberos, especialmente en los puentes conocidos como viaductos.

### Respuesta social
Grupos religiosos católicos han optado por realizar misas en dichos viaductos para fomentar la prevención al suicidio.

## Cultura popular
El suicidio en el estado Mérida es el tema principal del documental El silencio de las moscas, de 2013.